# Romolo Catasta
Romolo Catasta (ur. 26 marca 1923 w Wiedniu, 17 marca 1985 tamże) – włoski wioślarz, brązowy medalista olimpijski.
Wystąpił na igrzyskach olimpijskich w Londynie w 1948, gdzie w jedynkach wywalczył brązowy medal. W finale o 27 sekund wyprzedził go Australijczyk Mervyn Wood, a o 13,2 sekundy lepszy był Eduardo Risso z Urugwaju. Był to jego jedyny start olimpijski.
Był też między innymi czwarty w jedynkach na mistrzostwach Europy w Lucernie w 1947.